# Michele Schirru
Michele Schirru (Padria, 19 ottobre 1899 – Roma, 29 maggio 1931) è stato un anarchico italiano naturalizzato statunitense. Venne condannato a morte nel 1931 dal Tribunale Speciale fascista per aver progettato un attentato contro Mussolini.

## Biografia

### L'adesione all'anarchismo
Nato a Padria (SS) e cresciuto a Pozzomaggiore, paese natale della madre, in Sardegna, emigrò giovanissimo nell'Italia continentale, dove si avvicinò alle idee socialiste. Nel 1917 prese parte alla rivolta di Torino. Arruolato tra i Ragazzi del '99 combatté nel 5º Genio motoristi. Nel dopoguerra aderì all'anarchismo e, nel 1920, emigrò negli Stati Uniti d'America in cerca di lavoro. In America lavorò prima come meccanico e successivamente aprì un chiosco per la vendita delle banane. Prese la cittadinanza americana e fu attivo nel movimento anarchico in collegamento con L'Adunata dei Refrattari di New York. Fu in prima fila nelle lotte a sostegno di Sacco e Vanzetti, come nei latenti conflitti fra fascisti ed oppositori nella comunità degli emigrati italiani.

### Il progettato attentato a Mussolini
Ritornò in Europa attraverso Parigi, luogo di ritrovo di molti esuli antifascisti. Nonostante la difficile atmosfera, a causa della presenza di infiltrati dediti a provocazioni e attentati, le credenziali presentate come corrispondente de "L'Adunata dei Refrattari" saranno sufficienti per ottenere un incontro e la fiducia di Emilio Lussu. Schirru coltivava un'idea fissa, che divenne immediatamente una sua ferma convinzione: uccidere Mussolini come unica soluzione per liquidare il fascismo. Il 2 gennaio 1931 si avviò verso l'Italia con l'intenzione di realizzare il piano. L'accompagnò al treno lo stesso Lussu, che descriverà così l'ultimo saluto: «Lì, alla Gare de Lyon, salutandolo dal marciapiede sotto la vettura, dissi arrivederci e gli sorridevo. Anche lui sorrideva, ma triste. Rispose: no, non arrivederci. Addio. Soltanto questo disse, e sollevò il vetro del finestrino.».
Giunse a Roma la sera di lunedì 12 gennaio, alloggiando all'albergo Royal, scelto come luogo strategico rispetto agli itinerari abituali di Mussolini, che vi transitava quattro volte al giorno. Per due settimane studiò attentamente il tragitto attraverso Villa Torlonia, Porta Pia, il Viminale, Via Nazionale e Piazza Venezia, senza incrociare una sola volta le trasferte dell'obiettivo. Scoraggiato, conobbe una ballerina ungherese di 24 anni, Anna Lucovszky, della quale s'innamorò e alla quale dedicava le sue giornate. Ma la sera di martedì 3 febbraio venne arrestato da un maresciallo all'Hotel Colonna, luogo degli incontri con Anna. In commissariato tentò il suicidio con la propria pistola: il proiettile trapassò entrambe le gote e Michele sopravvisse, sfigurato. 

### Il processo e la fucilazione
Schirru fu processato dal Tribunale Speciale Fascista davanti al quale dichiarò il suo uguale odio sia per il Fascismo sia per il Comunismo. In data 28 maggio 1931 venne condannato per la semplice intenzione di attentare alla vita di Mussolini. Il Tribunale, sebbene l'accusato non fosse andato oltre la mera intenzione di compiere un attentato, gli irrogò la pena capitale contro le stesse disposizioni di legge e con la connivenza dell'avvocato difensore.
La sentenza riporta testualmente: «Chi attenta alla vita del Duce attenta alla grandezza dell'Italia, attenta all'umanità, perché il Duce appartiene all'umanità». Fu fucilato il giorno seguente a Forte Braschi e il plotone fu formato da militi sardi che avevano chiesto e ottenuto di far parte del plotone di esecuzione.
Morì gridando: "Viva l'anarchia!".
Schirru affrontò il plotone d'esecuzione con molto coraggio suscitando, a quanto risulta da alcune fonti, l'ammirazione dello stesso Mussolini.
Per il suo tentativo fallito e per il coraggio dimostrato Schirru si trasformò, dopo l'esecuzione, in un modello per l'anarchismo e per l'intero Antifascismo.